# Nicocreonte
Nicocreonte (in greco antico: Nικoκρέων?, Nikokréon; IV secolo a.C. – 311/310 a.C.) fu tiranno di Salamina e poi dell'intera isola di Cipro.

## Biografia
Al tempo della spedizione di Alessandro Magno contro la Persia Nicocreonte, insieme agli altri principi di Cipro, si sottomise al conquistatore senza opporre resistenza. Nel 331 a.C., dopo il ritorno di Alessandro dall'Egitto, si recò a Tiro per rendere omaggio al monarca.
Dopo la morte di Alessandro prese le parti di Tolomeo contro Antigono e nel 315 a.C. collaborò attivamente con Seleuco e Menelao, generali di Tolomeo, nel contrastare le città cipriote che avevano sposato l'opposta causa. Di ritorno da questo servizio, ottenne da Tolomeo i territori di Citium, Lapithos, Keryneia, and Marion e gli fu affidato il comando generale dell'isola.
Ma i rapporti si deteriorarono dopo la pace del 311 a.C., quando Nicocreonte iniziò colloqui diplomatici con Antigono. Furioso, Tolomeo gli ordinò di suicidarsi. Anche la moglie e il resto della famiglia decisero di seguirlo nella morte, per non cadere in mano al nemico.
L'unico aneddoto personale su Nicocreonte che ci è pervenuto è la barbara tortura inflitta al filosofo Anassarco, tortura inflitta per vendicarsi di una frase di scherno che il filosofo gli aveva rivolto durante un banchetto offerto da Alessandro Magno.